# Judah Kyriakos
Judah Kyriakos, également connu comme Juda(s) Cyriaque ou Juda(s) de Jérusalem, était l'arrière petit-fils de Jude, frère de Jésus, et le dernier évêque juif de Jérusalem, selon Épiphane de Salamine  et Eusèbe de Césarée. La date de sa nomination comme évêque de Jérusalem est inconnue si ce n'est qu'Eusèbe de Césarée indique que ces évêques « ont eu des règnes très courts » et que le sien s'est terminé en 135, lors de la défaite de la révolte de Bar Kokhba, date à laquelle il serait mort — la dix-neuvième année du règne d'Hadrien selon la Chronicon hieronymus dans sa version latine — alors qu'Épiphane de Salamine le fait mourir en 148, la onzième année du règne d'Antonin le Pieux.
En 135, après la défaite de la révolte, tous les juifs sont expulsés de Jérusalem, y compris les nazôréens héritiers du mouvement directement créé par Jésus et la ville est rasée pour être reconstruite comme une ville grecque appelée Aelia Capitolina. Les nazôréens se replient en Galilée dans la région de Nazareth et de l'autre côté du Jourdain sur le Golan et en Bathanée. Judas cesse donc de fait d'être évêque de Jérusalem. Selon la tradition chrétienne, c'est après cette expulsion que la ville de Jérusalem aurait eu pour la première fois un « évêque » non-circoncis. C'est probablement aussi à partir de ce moment que se forme pour la première fois une église rattachée à la « Grande Église », dont le premier évêque est un certain Marc de Césarée. Ces chrétiens paraissent avoir été peu nombreux durant les IIe et IIIe siècles.